# Numen
Den här sidan handlar om det antika religiösa begreppet, för den teologiska tidskriften, se Numen (tidskrift). Numen har även använts om begreppet Nous som utvecklats av Kant i Tinget i sig.

Numen (ursprunglig betydelse på latin "nick" eller "vilja uttryckt genom nickande") var en gudomlig kraft eller makt, en försyn från ett högre väsen i det antika Rom.
Numen kunde förknippas med en viss Guds försyn, men inte alltid, och sågs ibland som högre kraft utan koppling till någon specifik gud. I sin mer ospecifika form kan numen liknas vid mana. Under kejsartid användes begreppet numen även om kejsaren.
Inom folkloristiken används begreppet numen om övernaturliga väsen som inte kopplats till en specifik tolkning.